# Skis Rossignol
Skis Rossignol S.A., o semplicemente Rossignol, è un'azienda francese che produce attrezzatura per sci alpino, snowboard e sci nordico, così come dei relativi accessori e abbigliamento. Ubicata nel dipartimento Isère, in Francia, è stata una delle prime aziende a produrre sci in materiale plastico.
"Rossignol" è la parola francese per 'usignolo'.

## Storia

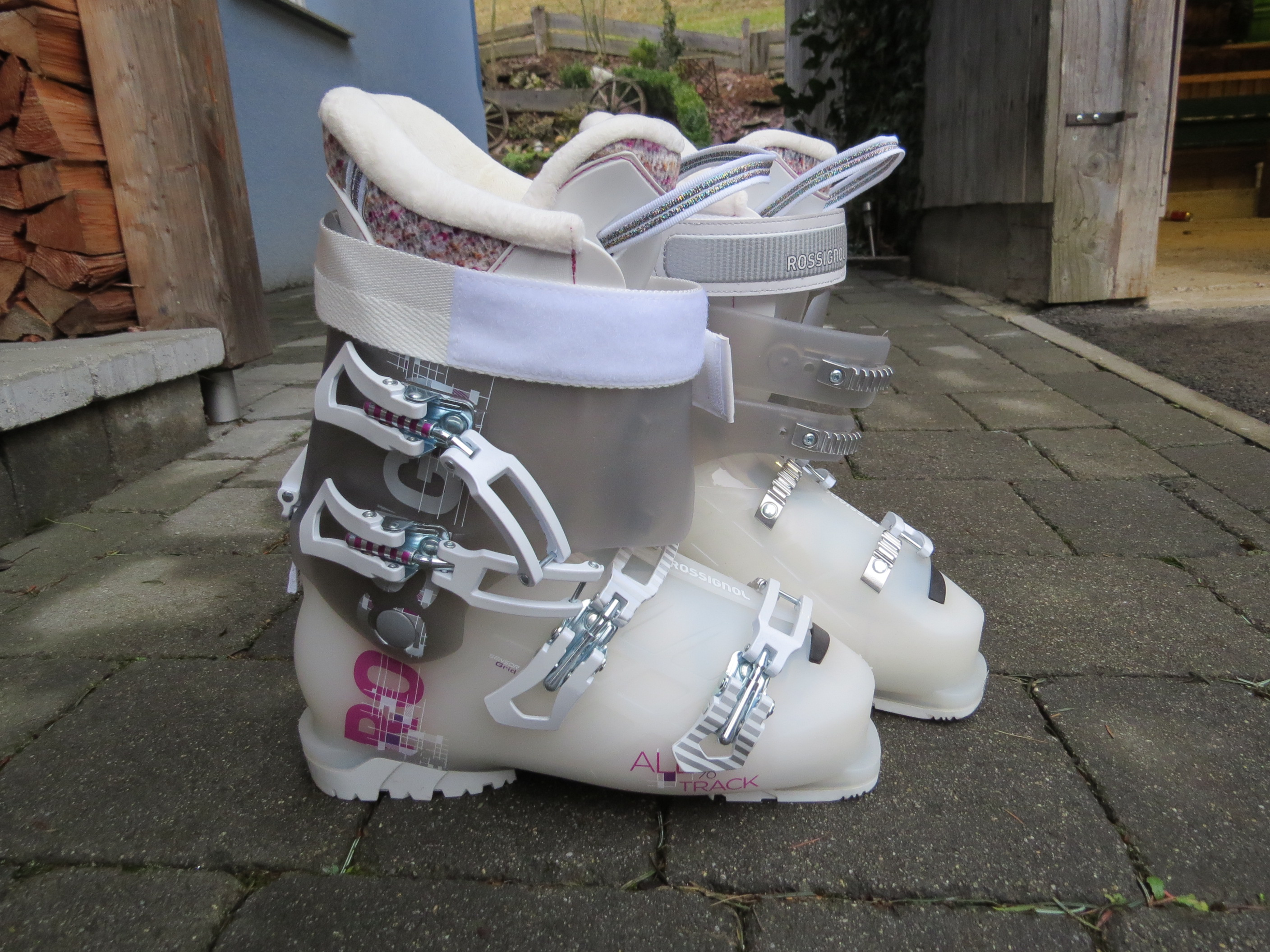
Rossignol

### Gli inizi
Fondata nel 1907 da Abel Rossignol come azienda tessile e produttore di sci. Rossignol, appassionato sciatore, usa le sue abilità di carpentiere per creare un paio di sci di legno. Il primo successo nel 1937 quando Émile Allais, del team nazionale francese, diventa tre volte campione del mondo con sci modello Rossignol Olympic 41. Allais ne è talmente entusiasta da entrare alla Rossignol come consulente tecnico (in seguito anche come socio) impegnandosi a migliorare gli sci di legno che col tempo si deformano e modificano il comportamento sulla neve.
Nel 1954 scompare Abel Rossignol, l'azienda attraversa un periodo di difficoltà legato alla crisi del tessile, Émile Allais si rivolge ad un amico proprietario a Courchevel, la stazione di sport invernali, di una società di skilift, Laurent Boix-Vives, un dinamico ventinovenne originario della Savoia. E lo convince nel 1955 a comprare la Rossignol per soli 50.000 dollari. Boix-Vives cambia subito strategia concentrandosi nella produzione di sci che fino ad allora aveva rappresentato solo il 20% del fatturato dell'azienda. Acquista poco dopo la Dynastar, nasce il primo modello di sci privo di legno (l'anima impiega poliuretano), ottiene uno dei suoi più grandi successi alle Olimpiadi Invernali del 1960 a Squaw Valley, in California, quando Jean Vuarnet, del team francese, vince la gara di discesa libera con il modello Allais 60s, il primo modello realizzato totalmente in metallo. E nel 1964 Rossignol presenta lo Strato, il primo sci in fibra di vetro.
Negli anni settanta Rossignol inizia a vendere negli Stati Uniti, lanciando il suo primo modello di sci nordici (inizialmente prodotti in Svezia) e diventando ben presto il maggiore produttore mondiale di sci. Nel 1981 nasce il sistema antivibrante VAS (Vibration Absorbing System) seguito più tardi dal Rossitop, uno strato di 0,8 millimetri di spessore di plastica trasparente capace di proteggere la serigrafia dello sci. Alle Olimpiadi invernali del 1988, che si svolgono a Calgary, in Canada, Rossignol trionfa vincendo sei delle dieci medaglie in palio per le gare alpine.

### L'espansione
Nel 1989 Rossignol compra gli scarponi Lange, già leader del mercato, apre nuove linee produttive (le racchette da tennis), entra anche nei mercati di snowboards e abbigliamento di montagna. Nel 1990 acquista la Roger Cleveland Golf Company di Paramount, in California; nel 1994 rileva la Look, specializzata in attacchi di sicurezza, da cui deriva l'attacco Rossignol; compra anche gli scarponi Caber che diventano Rossignol. Tutti gli atleti che utilizzano prodotti Rossignol ai Giochi Olimpici invernali di Albertville e Lillehammer ne escono vincitori. Alberto Tomba, lo sciatore più forte nel periodo compreso tra la fine degli anni ottanta e l'inizio dei novanta, utilizzava sci Rossignol.
Nel 2004 il fatturato dell'azienda tocca i 478 milioni di euro con utili superiori ai 7 milioni. Lo sci rappresenta il 60%, il golf il 21%. Ma nel 2005 esplode la crisi, l'azienda è ristrutturata dal braccio destro di Boix-Vives, Bruno Cercley, e ceduta ad una società californiana leader nella produzione di materiale per sport da tavola, la Quiksilver, per 560 milioni di dollari. Cercley se ne va, il fatturato cala e nel 2008 Quiksilver, in grosse difficoltà finanziarie che la porteranno poi al fallimento, cede Rossignol per soli 147 milioni di dollari proprio al suo ex amministratore delegato, Bruno Cercley, e a una cordata guidata dall'australiana Macquarie. Nel luglio 2013 il Gruppo Rossignol, insieme alle sue controllate Lange e Dynastar, è venduto a una partnership controllata da Altor Equity Partners (un gruppo svedese di investimento) e in cui figura la famiglia Boix-Vives che, proprietaria dell'azienda dal 1955 al 2005, ha aperto nel 2009 a Courchevel un hotel a 5 stelle chiamato Lo Strato, lo stesso nome del primo sci in fibra di vetro della Rossignol.
Nella partnership figura anche Sandbrige Capital dell'ex Ceo di Gucci, Domenico Sole, e dello stilista Tommy Hilfiger. Pochi mesi più tardi Rossignol si lancia nel mondo della moda creando la divisione Rossignol Apparel, guidata da Alessandro Locatelli, con tre categorie: sci, dopo-sci, urbanwear. Completa anche, con alcune acquisizioni, l'offerta verso cicli stagionali supplementari rispetto al core business invernale: Risport (pattini con sede a Montebelluna), Kerma (bastoncini da sci alpino), Time Sport (area bici), Raidlight-Vertical (una piccola realtà creata da un appassionato di trail, Benoit Laval).
Nell'ottobre 2017 l'azienda ha aperto a Oslo il suo primo flagship store a insegna Rossignol; un paio di mesi più tardi ha rilevato la norvegese Dale of Norway, storica azienda della maglieria, dal 1956 fornitore ufficiale di maglieria della squadra nazionale di sci norvegese.
Nel 2018, Martin Fourcade diventa ambasciatore del gruppo Rossignol.
Rossignol firma un partenariato con la Federazione Francese di Ciclismo nell’ottobre 2020. Tutti i siti di MTB certificati dalla federazione sono dotati della tecnologia offerta dall'applicazione R-Bikes, sviluppata da Rossignol. In totale, 195 siti in tutta la Francia sono equipaggiati con questo sistema di segnalazione e supporto per gli sportivi, sia amatoriali che esperti.
Nel 2022, il Gruppo Rossignol ha registrato un fatturato di 401 milioni di euro.

## Marchi
Questi i marchi del Gruppo Rossignol:
- Rossignol
- Dynastar
- Lange
- Look
- Risport
- Kerma
- Dale of Norway